# Oligota chrysopyga
Oligota chrysopyga är en skalbaggsart som beskrevs av Ernst Gustav Kraatz 1859. Oligota chrysopyga ingår i släktet Oligota och familjen kortvingar. Inga underarter finns listade i Catalogue of Life.